# Andraca bipunctata

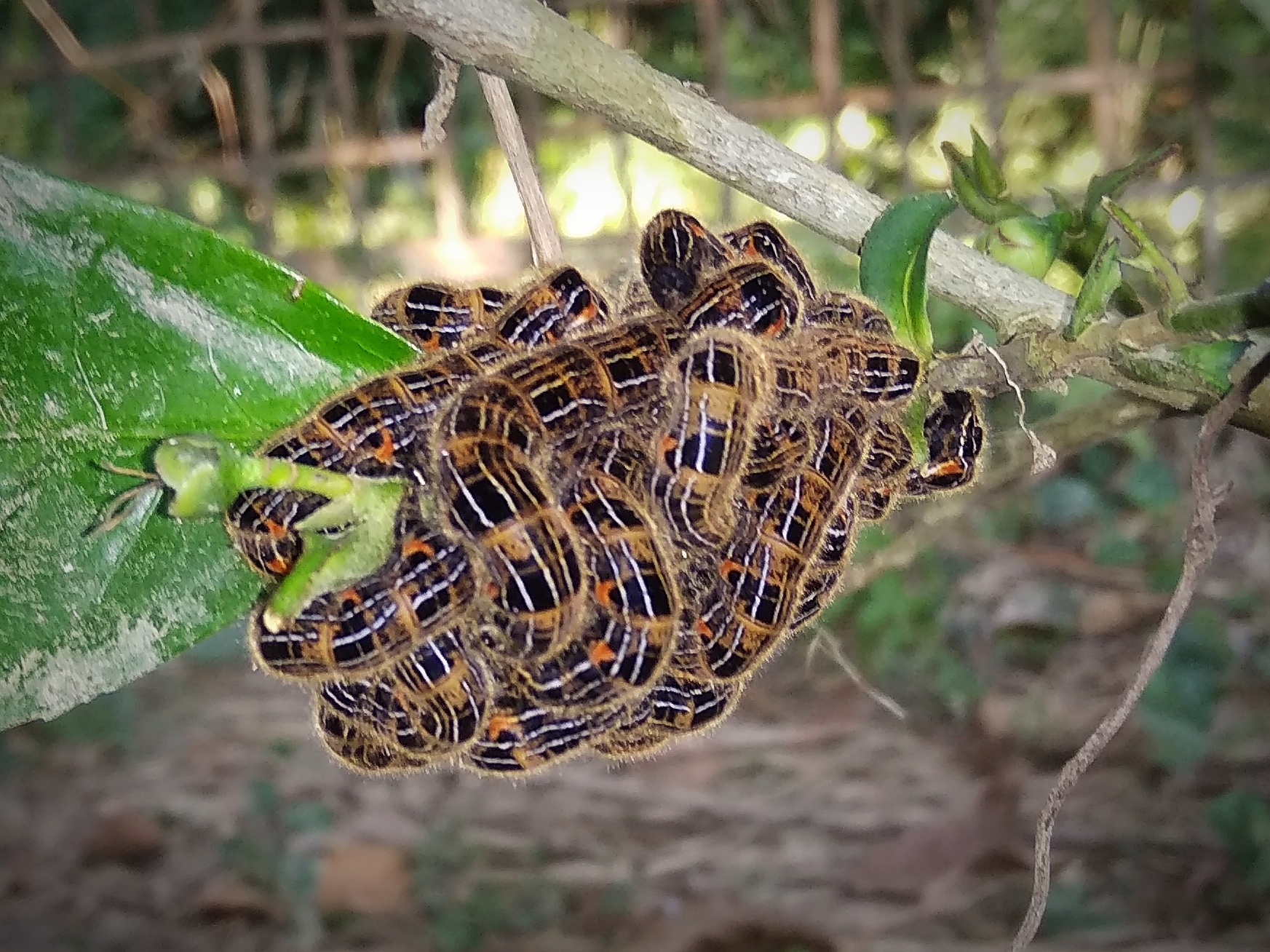
Ấu trùng

Andraca bipunctata là một loài bướm đêm thuộc họ Endromidae. Loài này có ở Trung Quốc (Vân Nam), Ấn Độ (Sikkim, Darjeeling, Meghalaya), Bhutan, bắc Thái Lan, Myanmar and Nepal.
Sải cánh của loài này dài 42–45 mm. Con trưởng thành khá đa dạng về màu sắc và kích thước. Con trưởng thành mọc cánh từ tháng 3 đến tháng 4, tháng 5 đến tháng 6, tháng 7 đến tháng 8 và tháng 10 đến tháng 11.
Ấu trùng ăn Camellia sinensis, Camellia assamica và Camellia oleifera và là một loài gây hại nghiêm trọng ở cây chè. Ấu trùng xuất hiện từ tháng 3 đến tháng 4, tháng 5 đến tháng 6, tháng 7 đến tháng 8 và tháng 10 đến tháng 11.